# Carcinochelis
Carcinochelis is een geslacht van wantsen uit de familie van de Reduviidae (Roofwantsen). Het geslacht werd voor het eerst wetenschappelijk beschreven door Franz Xaver Fieber in 1861.

## Soorten
Het genus bevat de volgende soorten:

- Carcinochelis alutaceus Handlirsch, 1897
- Carcinochelis bannaensis Hsiao & Liu, 1979
- Carcinochelis bianchii Bergroth, 1923
- Carcinochelis determinatus Distant, 1903
- Carcinochelis lappaceus Bergroth, 1917
- Carcinochelis ornatus Distant, 1909
- Carcinochelis perpugnax Distant, 1903